# Selma Andersson
Selma Augusta Maria Andersson, född 21 oktober 1894 i Stockholm, död 6 april 1993 i Nyköping, var en svensk simhoppare. Hon tävlade i 10 m-plattformen på Olympiska sommarspelen 1912 och Olympiska sommarspelen 1920 och slutade på sjunde plats år 1912. Hennes bröder Adolf, Erik och Robert deltog som OS-simmare och vattenpolospelare.
Selma Andersson är begravd på Södertälje kyrkogård.